# R 6 (科索沃)
R 6 高速公路(塞爾維亞語: Autoput R 6)是科索沃境内一條長60（37英里）公里連接烏羅舍瓦茨州和普里什蒂納州的高速公路。R6高速公路也被稱為科索沃-埃萊高速公路，科索沃-斯科普裏高速公路 和阿本·賈弗高速公路。這條高速公路把普里什蒂纳和北馬其頓首都斯科普裏連接了起來。
為了紀念阿尔巴尼亚政治家、北馬其頓激進分子阿本·賈弗，這條高速以他的名字來命名。 該高速公路為東南歐6號公路和歐洲E65公路的組成部分，公路為雙向兩車道包含有緊急車道和中心分割帶。
高速公路的建設開始於2014年7月。 普里什蒂纳至Babush i Muhaxherëve全長23公里的路段於2016年12月31號先建成通車。 在2017年12月22號，Babush i Muhaxherëven至乌罗舍瓦茨全長11公里的路段建成通車。 在2018年6月，乌罗舍瓦茨至卡查尼克路段建成通車。 在2019年5月，高速公路最後一部分卡查尼克至埃萊茲漢路段建成通車。

## 腳註
1. ↑   科索沃是一個在科索沃共和國與塞爾維亞共和國之間的爭議領土。科索沃已于2008年單方面宣布独立并成立了科索沃共和国，但塞尔维亚仍坚持认为科索沃是其主权领土的一個自治區。联合国193个成员国中有113个已承认科索沃的独立地位。

## 引用
1. 1 2   (PDF). kfos.org: 29–35. 2015  [2020-09-09]. （原始内容 (PDF)存档于2016-03-22） （英语）.
2. ↑  Bota Sot. . botasot.info. 15 August 2018  [2020-09-09]. （原始内容存档于2018-11-26） （阿尔巴尼亚语）.
3. ↑   (PDF). ec.europa.eu.   [2020-09-09]. （原始内容存档 (PDF)于2020-08-20） （英语）.